# Phorophylla palpata
Phorophylla palpata är en tvåvingeart som beskrevs av Robineau-desvoidy 1830. Phorophylla palpata ingår i släktet Phorophylla och familjen parasitflugor.
Artens utbredningsområde är Frankrike. Inga underarter finns listade i Catalogue of Life.